# Maïanthème du Canada
Maianthemum canadense
Espèce
Le maïanthème du Canada (Maianthemum canadense) est une espèce de plantes de la famille des Asparagaceae. C'est une espèce de petite taille que l'on retrouve dans les sous-bois de l'Amérique du Nord.

## Description

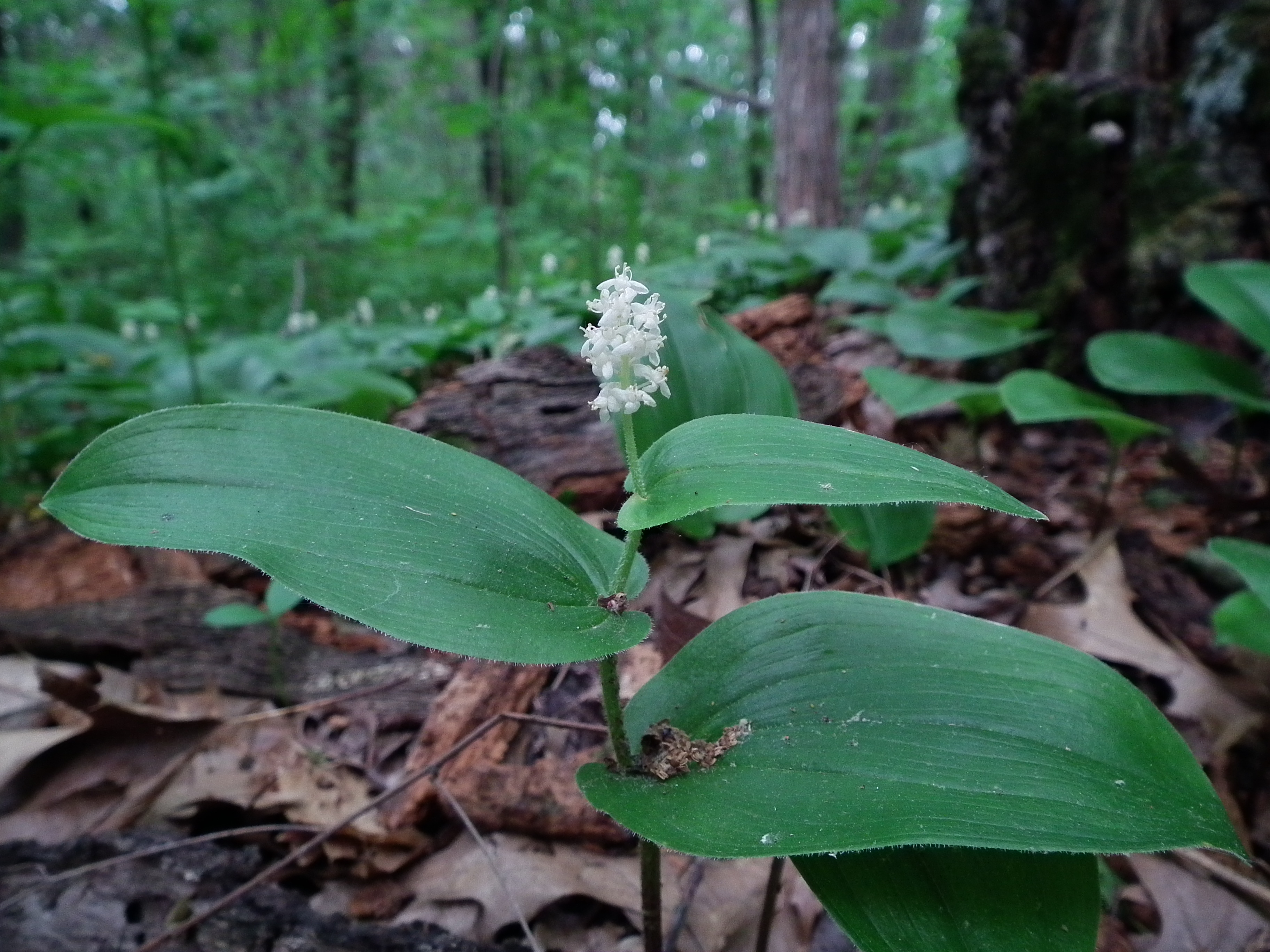
Maianthemum canadense portant des fleurs.

Le maïanthème du Canada ne dépasse généralement pas 20 cm de hauteur. Il possède un rhizome grêle, duquel émergent les pousses feuillées au printemps. Ces dernières se présentent sous deux formes : une forme chlorophyllienne consistant en une seule large feuille sessile et cordée, et une forme reproductrice portant deux ou trois feuilles et une grappe de fleurs terminales.
La floraison est printanière ; les fleurs blanches sont ensuite remplacées par de petites baies rouges comestibles.

## Utilisation
Les baies sont comestibles mais purgatives.

## Répartition
Le maïanthème du Canada se retrouve en forêt dans toutes les provinces du Canada et dans plusieurs états américains, au nord-est du pays. Au Québec, cette espèce est universelle jusqu'à l'extrême-nord.

## Habitat et écologie
Essentiellement une espèce de sous-étage de la forêt boréale, mais aussi trouvée dans des sites de basse altitude dans les montagnes Rocheuses, jusqu'à 1800 m.  Il est associé aux bois humides mais se retrouve également dans les pinèdes sableuses du nord  et peut persister dans les clairières. 

## Galerie

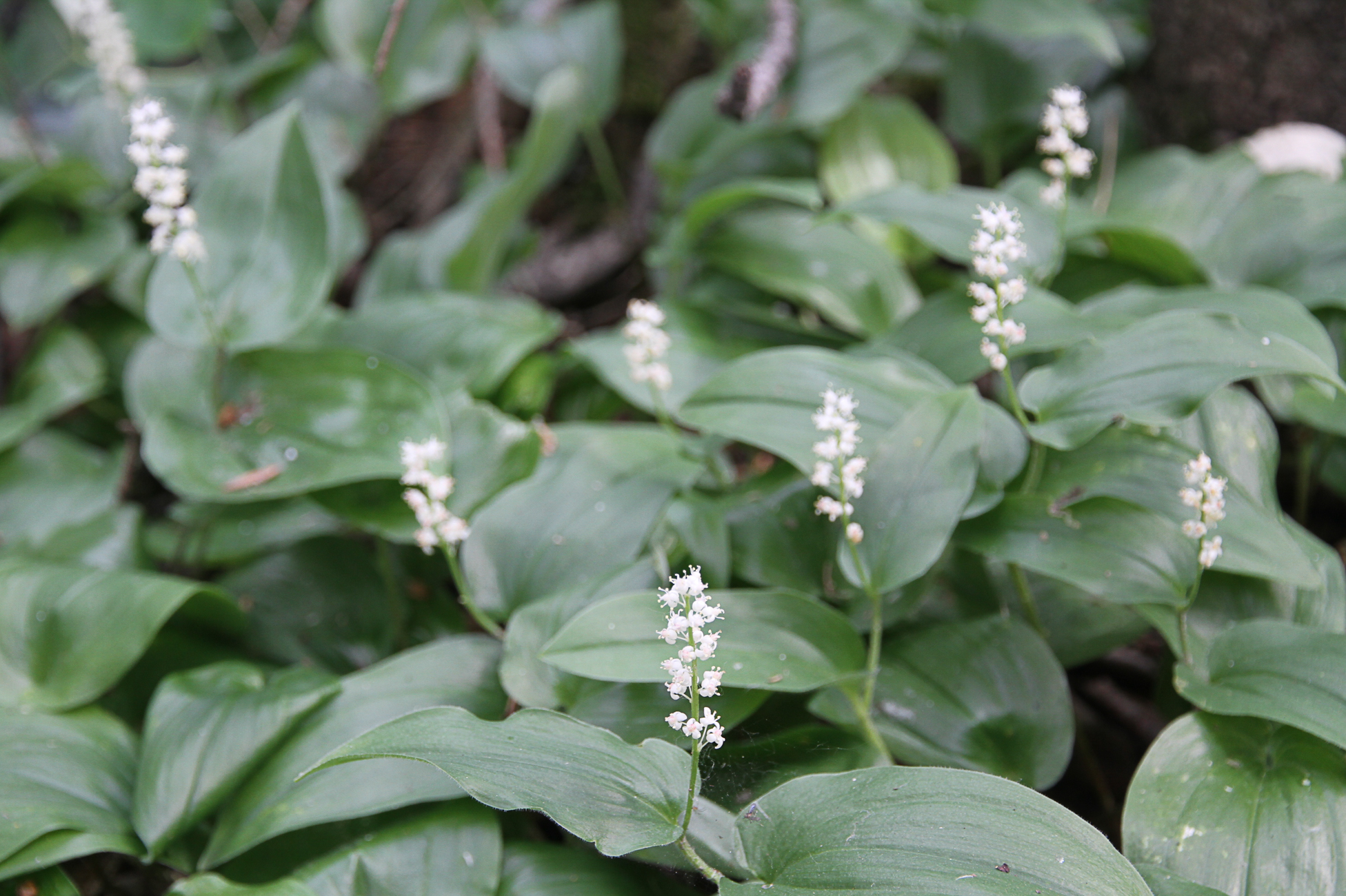
Fleurs
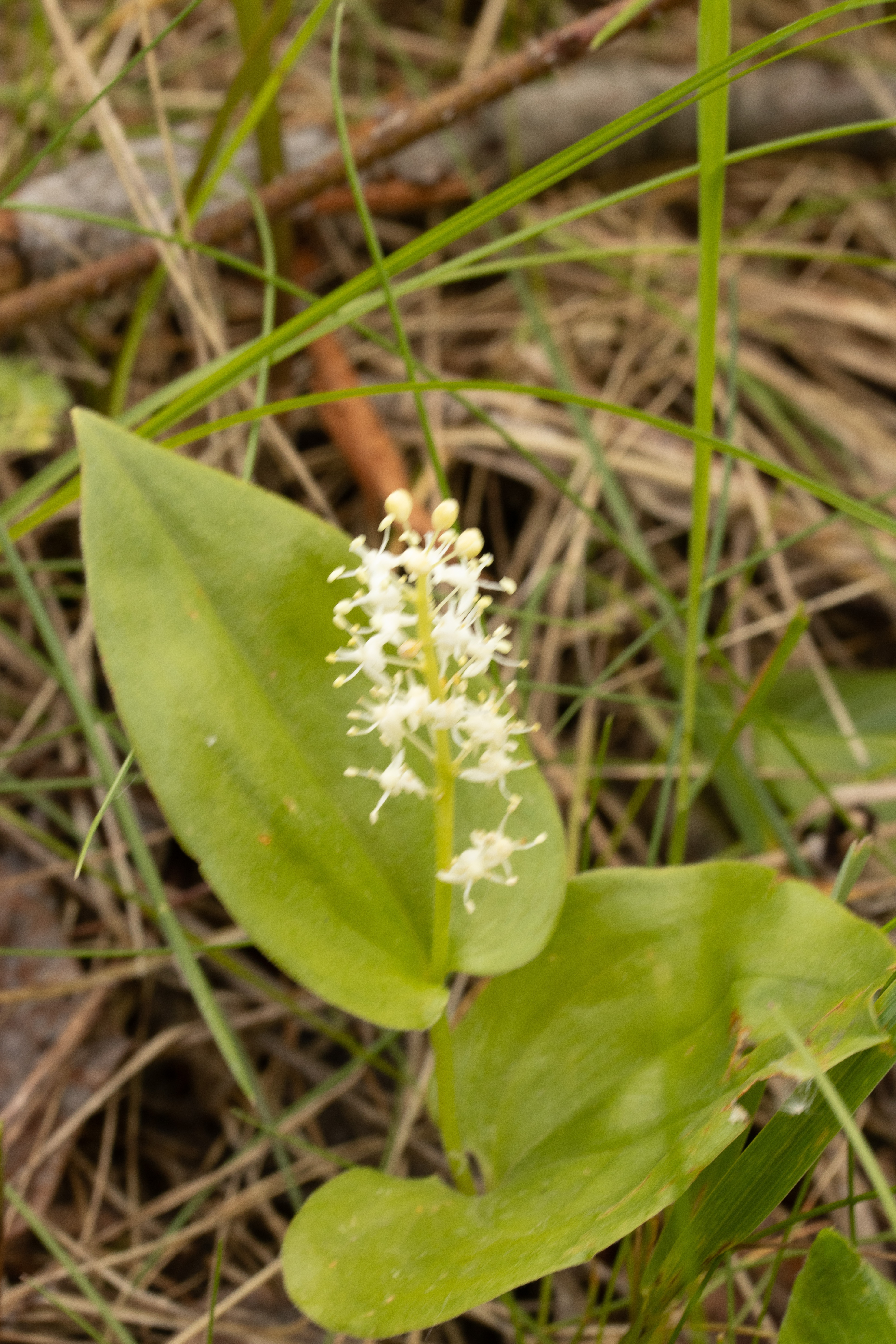
floraison
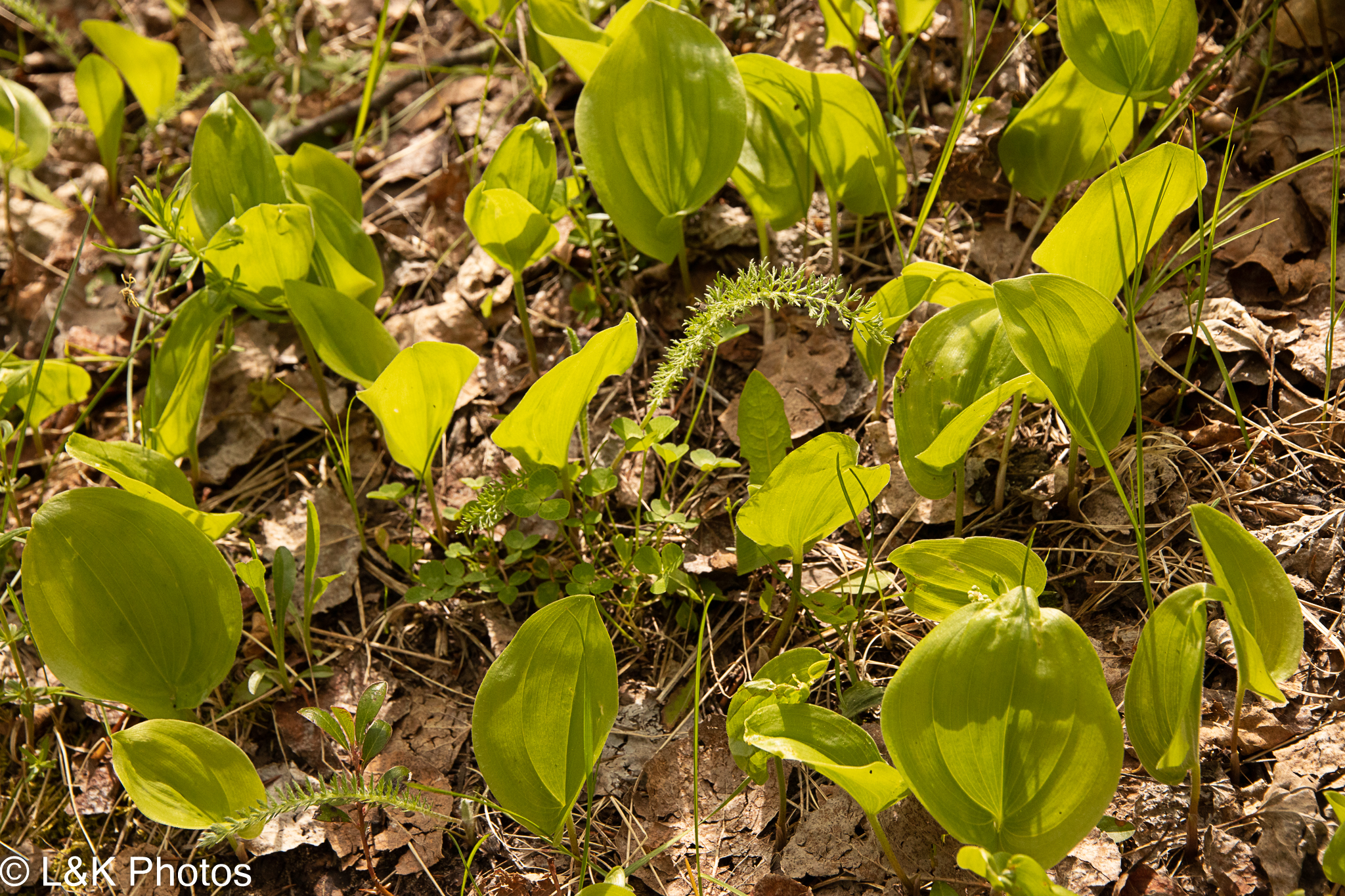
Feuilles
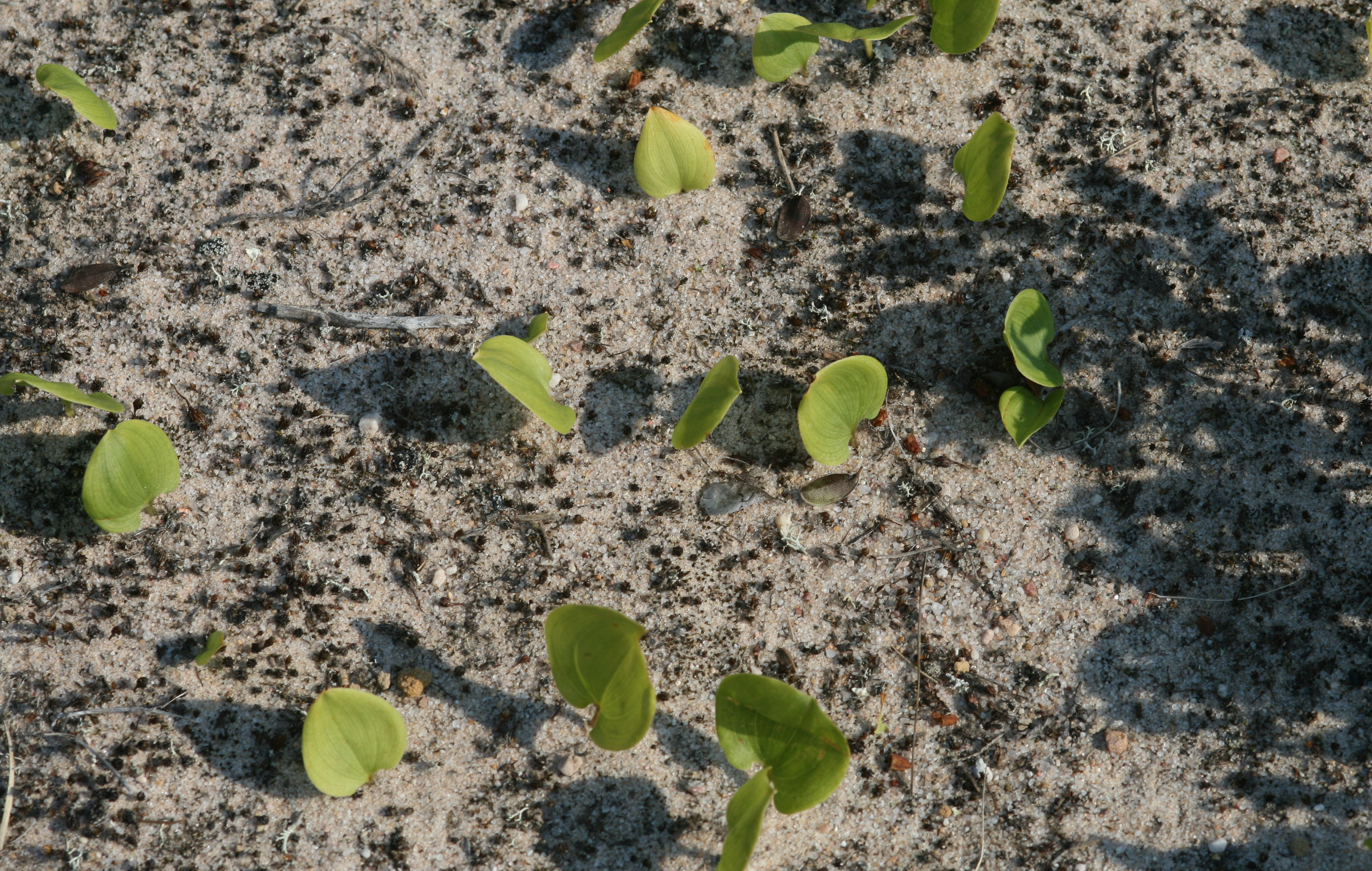
feuilles simples de plantes stériles
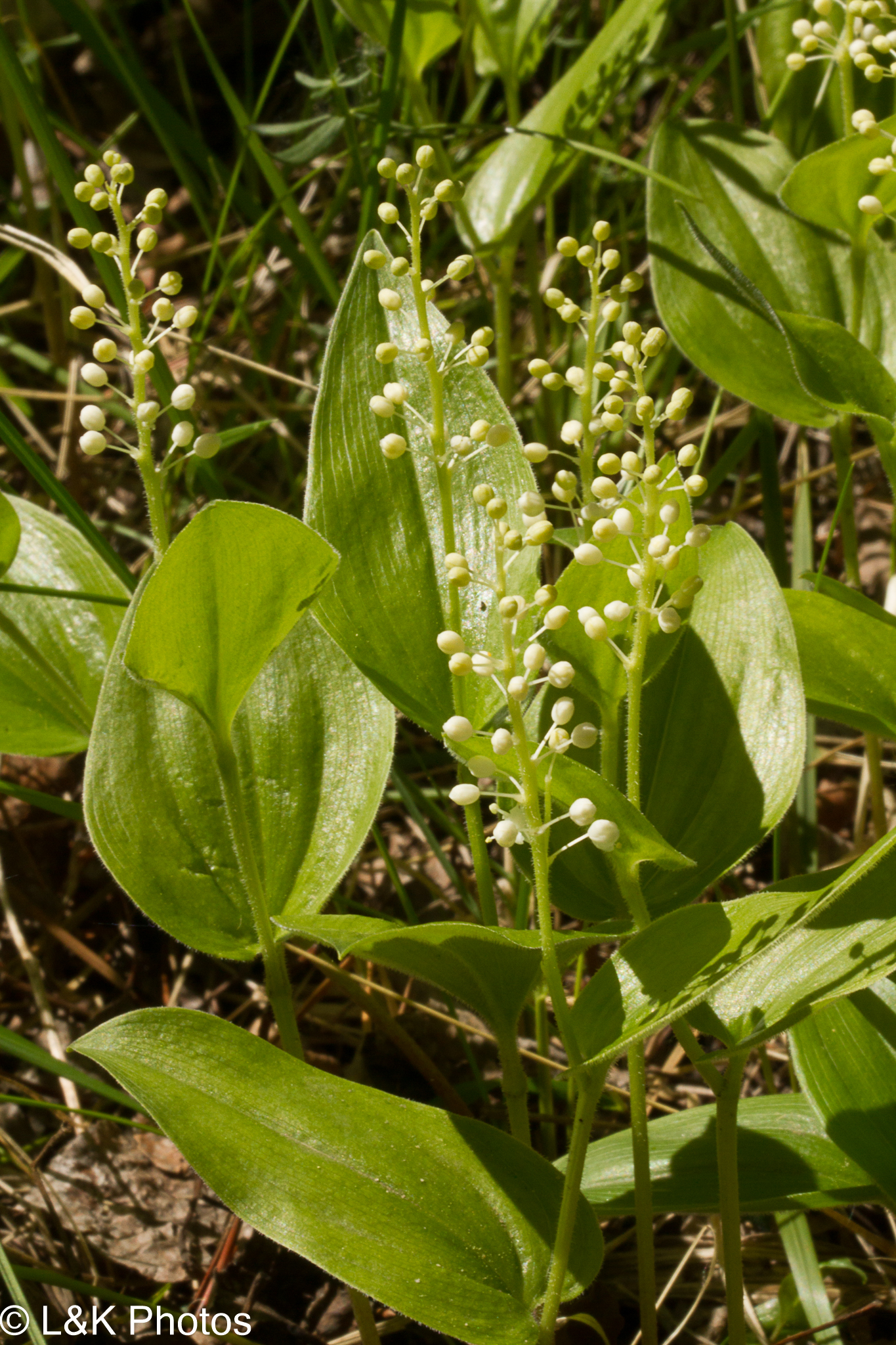
En bouton
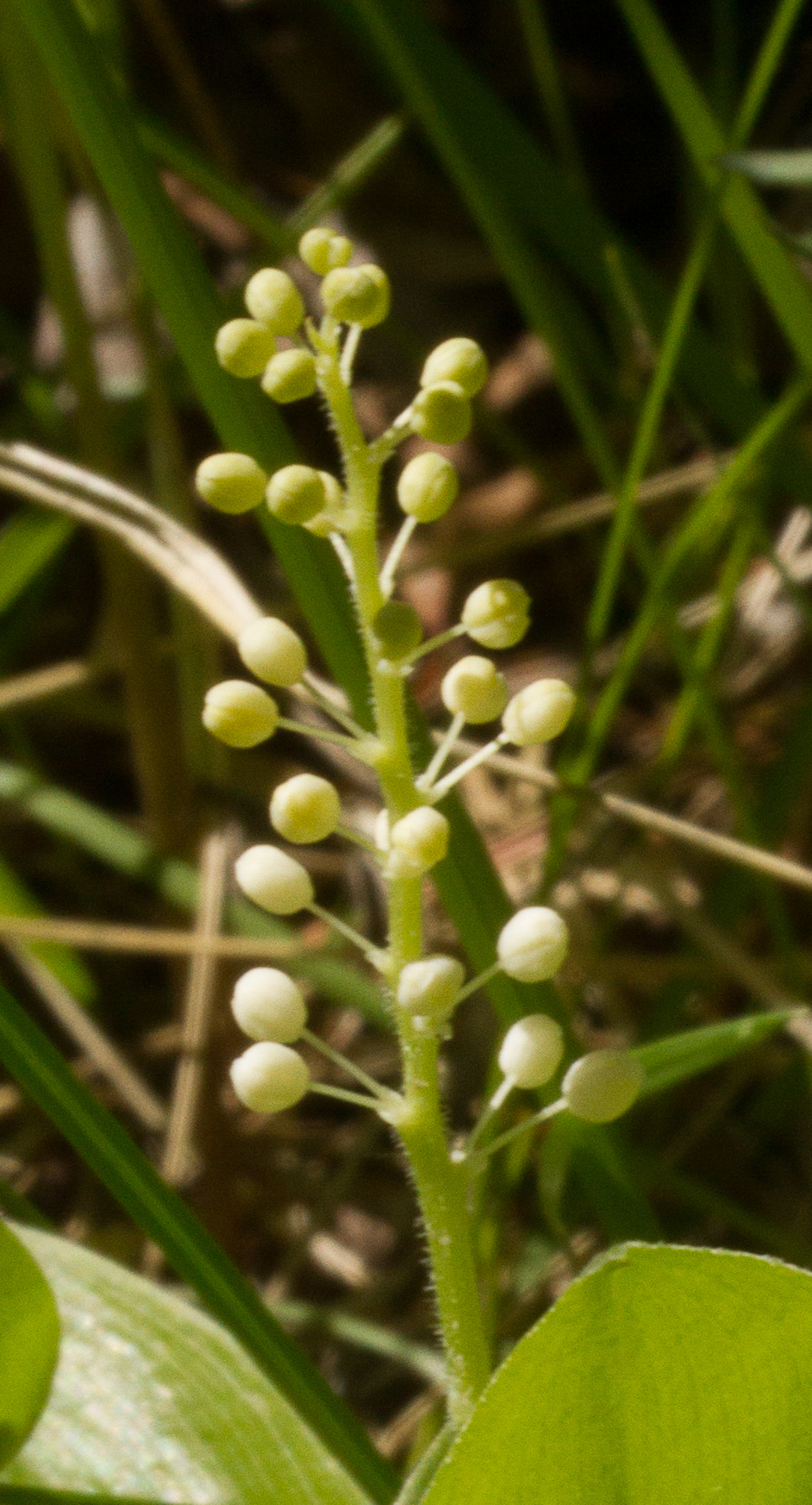
Racème complexe